# Pluma Hidalgo
Pluma Hidalgo är en kommun i Mexiko.   Den ligger i delstaten Oaxaca, i den sydöstra delen av landet, 500 km sydost om huvudstaden Mexico City.
Följande samhällen finns i Pluma Hidalgo:
- La Pasionaria
- Santa María Magdalena Piñas
- Barrio Nuevo
- Barrio Allende